# 勿說是推理
《勿說是推理》是田村由美創作的推理題材日本漫畫，故事內容為記憶力與推理能力都高於常人的大學生久能整，發揮智慧解決各種案件。作者最早在於《月刊flowers》2017年1月號發表了本作的單篇，之後到作者結束在同個雜誌的連載《7SEEDS 幻海奇情》後，才在2018年1月號正式開始了本作的連載。

## 故事概要
嫌犯只有一人（Episode1，單行本第1集）
久能整被警方列為殺害同校學生寒河江健的唯一嫌犯，他明明與寒河江素無往來，卻陸續出現了看見他和寒河江爭吵的目擊證詞、他對寒河江的借據檔案，久能整要發揮智慧替自己辯白並找出真相。
公車挾持事件（Episode2前篇、後篇，單行本第1集至第2集）
久能整為了看畫展出門，遇上歹徒劫車，全車乘客被挾持到山區的別墅裡。挾持犯犬堂乙哉、犬堂Garo不像尋常犯人要求贖金，卻問了人質們各種問題。久能整找機會打電話向池本警官求助，得知所在地是連續殺人案被害者犬堂愛珠的家，察覺挾持犯真正目的是要找出至今逍遙法外的活埋殺人魔。
短暫的車程（Episode3，單行本第2集）
在往廣島的列車上，久能整見到鄰座乘客紘子拿著有暗號塗鴉的奇妙信件。與信件中寄件者懇切言詞的假象不同，暗號揭露了現實。
狩集家遺產事件（廣島篇）（Episode4至4-5，單行本第2集至第4集）
狩集家代代有人在爭取遺產時出意外，汐路的父親一輩也因一次車禍全數喪生，她堅信事有蹊蹺，成為繼承候選者後汐路聘請久能整作為競爭家主之位的幫手。汐路祖父在遺囑中對孫子女出了一道考驗，成果將由狩集家世代交好的車坂、真壁兩家的家長評選，決定誰為繼承人。在釐清遺囑考驗的途中，久能整發現了另一個驚人的故事，曾經有三個「鬼」將一富戶之家主、僕人殺盡，霸佔了家主的妻子與產業，只有那家的女兒逃脫，鬼得到了財富地位卻終日畏懼罪行會被逃走的少女揭發，於是立下可怕的規則。
雨落俎上（Episode5，單行本第4集）
久能整在雨天遇到一個有點不對勁男子，攀談之下發現他不但喪失記憶，而且失憶前在某處裝設了炸彈。失憶者的隨口閒談是找出炸彈裝設地點唯一的線索。
遭天譴的夜譚（Episode6，單行本第4集）
久能整因摔落河堤被送到醫院觀察，同病房的牛田悟郎老先生講起從前當刑警的懸案，久能整一語道破本案玄機。
暖活抑或溫熱（Episode7，單行本第4集）
久能整在醫院追尋奇妙的暗語，於溫室中找到一隻名貴皮包，也解開藏起皮包的梅津真波心中憂慮。用暗號指引他的女子徠卡約他再次到溫室見面。
火焰天使（Episode8至8-4，單行本第5集）
在徠卡的指引下，久能整拜訪了兩處火災地點，現場殘垣上畫的特殊圖形，是都市傳說中召喚「火焰天使」懲罰父母的符號。而繼犬堂寄來的戒指和炸彈客身上的戒指，刻上星座記號飾物再度出現，這一切似乎有某種關聯。
算不上約會的遠行（Episode9，單行本第6集）
久能整與徠卡一起去新年參拜，回程兩人去吃燒肉，店員緊張的態度暗示有什麼不太對勁。
橫濱連續殺人事件（Episode2.5至2.5-3，單行本第6集）
本篇故事描述Episode2公車挾持事件之後犬堂兄弟的行動。雖然殺害愛珠的兇手已死，犬堂兄弟仍持續調查愛珠生前反常的舉止，他們發現愛珠跟犯下橫濱連續殺人案的羽喰十斗竟是遭同一名醫生「鳴子巽」影響，並且都從醫生那裡收到刻著星座符號的戒指。
暴風雪中的常春藤之家（Episode10至10-3，單行本第7集）
久能整接受教授天達邀請，來到深山中的別墅長春藤之家打工，替解謎推理會的活動處理雜務。解謎推理之夜的重頭戲是五年前的實際案件，出題者的目的不只是玩遊戲而已。
滿天星空下的伶牙俐齒（Episode11，單行本第8集）
三名年輕人用詩句在美術館四處找人詢問，再將答不出的人電暈，剛好帶徠卡來參觀的久能整一邊與他們周旋一邊解開謎團。
口耳相傳之事（Episode12，單行本第8集）
餐廳裡客人們閒聊，據說一名誣陷他人性騷擾的女子被推下樓梯，這是討回公道之舉或是另有內情。
互換身分的雙胞胎（Episode13-1、2，單行本第8、9集）
企業家鳩村一葉半年前亡於飛機失事，身為繼承人的雙胞胎女兒有紀子、實都子卻玩起了互換身分的遊戲，鳩村一葉的小叔瓜生晃次請久能整幫忙分辨到底誰是誰。
兒童綁架事件（Episode14至14-6，單行本第9、10集）
久能整好心替一名慌張的路人引路，路人到各地點竟都有人打公共電話找他，自稱分店長的神秘來電者還要求久能整接聽。之後久能整搜查資料發現那名路人是八年前曾被逮捕又被釋放的女童殺害案嫌疑人小諸，同時青砥警官登門求助，原來青砥的女兒友香遭綁架，而綁架犯就是分店長。
赫然發現大勢已去（Episode14.5，單行本第11集）
犬堂兄弟暗中調查鳴子巽，我路趁鳴子巽外出時搜查他家，但這其實是鳴子巽布下的圈套。
層層相疊的遺落時光（Episode15，單行本第11集）
久能整接受在常春藤之家認識的同校同學相良蓮邀請，參加一個奇怪的打工，而主辦人坂卷洋子大費周章的目的，是找出30年前時光膠囊的埋藏地點。
善有善報（Episode16，單行本第11集）
整買了水果三明治要與徠卡分享，卻發現紙袋裡憑空出現一顆寫著「け」的紅色小球，這是從何而來的呢。
富山殺人事件（Episode17至17-10，單行本第12-13集）
風呂光接到來自老家富山的電話，得知一位鄰居意外落水身亡，但風呂光的奶奶認為事有蹊蹺，風呂光於是請假趕回富山，正好久能整也以鳩村孩子們的家庭教師身份隨同他們來到富山度假，於是與風呂光一起調查事件，途中偶遇了有名的旅遊記者二人組及「兒童綁架事件」中的久我山記者。

## 登場人物

### 主角
久能整（演：菅田將暉）
本作主角。19歲雙魚座的大學二年級生，教育學系、志願是成為老師。

擁有著天然爆炸頭、圍著圍巾、面無表情的青年，雖然如此，被說「像大叔」之類的話時還是會受到打擊。

非常羨慕擁有天生柔順直髮的人，則試過用直髮棒把頭髮拉直但失敗。

無法接受與他人睡在同一房間、無法接受使用其他人的浴室（包括公共浴室)，出門時即使只打算當天來回也會帶替換衣物以防萬一。

習慣在星期六製作咖哩，雖然喜歡咖哩，但只喜歡咖哩配飯，對於咖哩烏冬麵不感興趣。自從認識了大鄰警察署的刑警們後，星期六的咖哩時光似乎就常常被干擾。

興趣為逛美術館，特別喜歡印象派，喜歡的周邊是名畫冰箱貼。

過著沒有朋友也沒有戀人的獨居生活，不擅與「朋友」交流，在認識徠卡之前，從未有過「請客」或「送禮」的念頭，也不曾吃過「烤肉」這種一般會與人結伴去吃的餐點。

記憶力與觀察能力過人，是只聽他人對話也能推理出事情經過的安樂椅偵探。

口頭禪為「我常常覺得」，經常挑戰社會習以為常的觀點，尤其是父權主義的想法，對日本的很多傳統思想都會提出質疑，並以外國的例子作對比。

常常無視氣氛直接說出自己的想法，即刻對象是懷疑他的刑警或罪犯也會冷靜說出想說的話，有時會因此惹怒他人。
曾被犬堂我路指出他有不自覺模仿別人的習慣，及後他有嘗試留意並停止這種行為。

他從脖子到胸部都有很大的傷疤，看起來像是燒傷，而且他不喜歡在公共場合暴露自己的皮膚。童年時，父親和祖母欺負母親，他自己也受到虐待。兒時經驗對他做成了心理創傷，對父親般的男人和那些採取重男輕女態度的人產生了強烈的負面情緒。

### 久能周圍的人物
徠卡（演：門脇麦）
在「暖活抑或溫熱」中初登場。背下了整本馬爾庫斯·奧列里烏斯的《沉思錄》，並以該書作為密鑰與久能互通暗號。事實上是解離性身分疾患患者千夜子無意識製造的第二人格，認為自己不是人類而是一部照相機。名字來自千夜子父親愛用的徕卡相机。跟醫生約定在認識久能之後的那個春天就會消失。
天達春生（演：鈴木浩介）
東英大學心理學准教授，也是久能的恩師。性情溫和，善解人意。經常提醒久能要留意證據及情報的源頭。前女友為已故的美吉喜和，至今未婚。
美吉喜和（演：水川麻美）
已故，天達的前女友，為心理輔導員。
相良蓮（演：志尊淳）
東英大學學生，久能的同校同學，在「暴風雪中的常春藤之家」中首次出場（在電視劇裡則是在SP（取自「層層相疊的遺落時光」）裡登場。相良溝通能力很強，是個非常自來熟的人，在常春藤之家與久能見面後便把久能當成了朋友。有女朋友，從中學起就很受歡迎，洞察力極佳。他喜歡地圖、井蓋之類的東西。他是久能在同齡人中第一個接觸的人，一開始久能完全不會應付這類與自己相反的人，但後來開始理解相良，也認為在多人的地方有相良在也不錯。

### 大鄰警察署
乙部克憲
巡查警官，於「嫌犯只有一人」中初登場。原本為小孩的態度煩惱，被久能開導。
風呂光聖子（演：伊藤沙莉）
巡查警官，在「嫌犯只有一人」中初登場。遭前輩排擠，對身為女性的自己在警界的存在意義感到懷疑，甚至萌生辭職念頭，後來得到久能的鼓勵，決定要更加努力參與搜查。小時候在老家富山發現過謀殺案被害人的屍體，因此而有心理陰影，但後來死者母親向她表示感謝讓她釋懷，亦因此事感受到女受害人、女目擊者等眾多，警界應該需要更多女性而決定當刑警。
池本優人（演：尾上松也）
巡查警官，在「嫌犯只有一人」中初登場。與懷孕的妻子起磨擦，經久能開導改善情況，及後也常在與妻子相處或育兒遇到問題時求助久能，讓久能不勝其煩。相當佩服久能的推理。
青砥成昭（演：筒井道隆）
巡査部長，在「嫌犯只有一人」中初登場。性格冷靜沉著，過去曾經導致冤獄而從本部調職至大隣警察署，與前妻育有一女友香，友香在「兒童綁架事件」中遭到綁架，求助於久能請其幫忙拯救女兒。曾經執著於尋求唯一的真相，直到久能跟他說「有多少人就有多少真相」,才慢慢試著從其他角度去看待案件。

### 犬堂家
（以下含有劇透)
犬堂我路（演：永山瑛太）
在「公車挾持事件」中初登場。公車劫持事件的主犯。犬堂愛珠的弟弟。為了調查愛珠死亡的真相而不惜犯罪。在制裁了兇手後與堂兄弟們一起逃亡。頭髮是金色的直短髮，長相美型。愛好是畫畫，但被久能評為畫技一般，似乎相當在意。與「狩集家遺產事件」的狩集汐路關係很好，本來答應汐路會在遺產事件時幫她，但因為「公車挾持事件」後需要逃亡而未能赴約，於是（未經久能同意下）向汐路推薦了久能。認為心理醫生鳴子巽與愛珠輕生有重大關係，於是潛伏於鳴子巽家的天花上作監視，但被識破並狼狽逃出。
犬堂甲矢（演：久保田悠來）
在「公車挾持事件」中初登場。公車劫持事件的犯人之一。我路的堂兄弟。身型高大、體格強壯，長相帥氣，甚至曾被愛珠喜歡，自言不敢對犬堂家的公主出手而拒絕了她。本職是醫生，在三人逃亡的船上也負責做飯。
犬堂乙矢（演：阿部亮平）
在「公車挾持事件」中初登場。公車劫持事件的犯人之一。我路的堂弟、甲矢的弟弟。外表其貌不揚，似乎有點在意甲矢、我路和愛珠都長相出眾，只有自己長相不佳這件事。雖然長相粗獷但內心善良，在「公車挾持事件」是第一個暴露身份的犯人。
犬堂愛珠（演：白石麻衣）
名字在「公車挾持事件」中首度被提到，在該時間點已亡故。犬堂我路之姊，從小體弱多病所以受家族溺愛，在親人眼中是任性的大小姐，因喜歡機關盒而結識了製作者月岡並相戀，但受到鳴子巽影響萌發輕生念頭，在實行前先遭他人殺害。

### 與多案有關的人物
（以下含有劇透)
羽喰玄斗
連環殺手。他因連續謀殺以賣淫為生的婦女而被稱為平成時代的開膛手傑克。犯罪後往往會留下指紋、體液和凶器，但始終未被逮捕。據說他在三年內在東京和神奈川殺害了 18 名婦女。在第18起事件中，他重傷了一名刑警。
此後22年，他杳無音訊，父母被絞死，親人離散。如果他還活著的話，到第六卷時他已經50歲了，但他的遺骸後來在「遭天譴的夜譚」裡被發現了。
鳴子巽
心理醫生，也是常出現在電視上的名人。他曾是愛珠的心理醫生，於是遭到了犬堂我路的懷疑。
久我山實知
「兒童綁架事件」中首次登場。報道青砥誣告案的女記者。由於她不道德的報道風格而受到青砥的憎恨。

### 與案件有關的人物
（以下含有劇透)
Episode 1 嫌疑犯只有一個
寒河江健（演：藤枝喜輝）
與久能就讀同一所大學的大學生。也是久能的高中同學。父親是一家公司的總裁，還有一些親戚是國會議員。他在西鄉坂公園被刺死。久能被懷疑是兇手。
藪鑑造（演：遠藤憲一）
大鄰警察局的刑警。他在一次肇事逃逸事件中失去了妻子和孩子，但由於當時他正在監視，因此沒有目睹死亡過程。天蠍座，配戴黃玉領帶夾。一直堅持懷疑久能是兇手。
Episode 2 公車劫持事件
淡路一平（演：森永悠希）
一直從事兼職工作。事件發生時上公車是為了前往兼職。
露木莉羅（演：希科洛希）
小工廠的職員。起初撒謊說自己是記者。
奈良崎幸仁（演：金田明夫）
一家大型保險公司的前高管。退休後在做義工，他坐公車就是為了前往做義工工作。他的弱點是固執，曾經被部下視為惡魔而畏懼。
小林大輔
無業。坐公車去看望祖父。
柏惠美（演：佐津川愛美）
家庭主婦。坐公車去診所。在事件發生時,暗自希望事件鬧得更大，讓婆家能關心她。
煙草森誠（演：森下能幸）
公車司機。
Episode 3 短暫的車程
美樹谷紘子（演：關惠美）
在新幹線上坐在久能整身邊的女性。
美樹谷早紀（演：高畑淳子）
紘子的養母。
Episode 4 狩集家遺產事件（廣島篇）
狩集汐路（演：原菜乃華）
幸長的孫女。住在東京的女高中生。透過畫畫認識了犬堂我路，犬堂本來答應會在遺產爭奪時前往協助，但因犬堂正在逃亡，便把久能介紹了給汐路。汐路於是請久能協助她贏得繼承比賽。八年前，汐路八歲時，她的父親在一場交通事故中去世。
狩集幸長（演：石橋蓮司（照片演出)）
廣島縣古老家族狩集家的當家。汐路的祖父。在一次交通事故中，幸長失去了自己的四個親生孩子。他去世後留下了一份遺囑，表示希望孫子女們解開他出的謎題以贏得所有財產的繼承權。
狩集理紀之助（演：町田啓太）
幸長的孫子，頭髮是自然捲，但燙成了直髮。在醫院從事檢查組織的工作。幸長的兒子也即他的父親，八年前在一場交通事故中去世。與真壁稅務師的孫女絹代感情很好，卻因為兩家之家規而不能結婚。
波波壁新音（演：萩原利久）
幸長的孫子。從事房地產工作，有一個名為萬音（万音）的妹妹。幸長的女兒也即他的母親，八年前在一場交通事故中去世。
赤峰由良（演：柴咲幸）
幸長的孫女。辭去了工作當家庭主婦照顧女兒。有一個女兒，名叫幸（さち）（演：秋山加奈），幸的頭髮為自然捲。幸長的女兒也即她的母親，八年前在一場交通事故中去世。
麻里
狩集幸長的表親，寶田完次的姐姐。當她失去丈夫和弟弟後，律師車坂請她到狩集家幫忙照顧殘疾的幸長和這個家。
寶田完次（演：遠藤憲一）
狩集幸長的表親，Mari的弟弟。已經過世。舞台劇《鬼之集》的編劇，該劇在第三卷之前大約九年上演。平常滴酒不沾。
車坂（演：段田安則）
狩集家的律師，車坂朝晴的祖父。
真壁（演：角野卓造）
狩集家的稅務師。
車坂朝晴（演：松下洸平）
車坂律師的孫子。目標是成為一名律師。汐路的初戀。
狩集菜菜惠（演：鈴木保奈美）
汐路的母親。
狩集彌
汐路的父親。過世前在銀座開畫廊，八年前在交通意外中去世。
水晶飾物設計師
八年前狩集彌與弟妹們曾拜訪過的女性設計師，家中有一座祖傳的和服人偶。
Episode 5 雨落俎上
三船三千夫（演：柄本佑）
裝設定時炸彈的罪犯。他遭遇了一場交通事故，並失去了記憶。常常背誦三好達治的詩，對數字3有很強的執著。有一枚牡羊座戒指。
Episode 6 遭天譴的夜譚
牛田悟郎（演：小日向文世）
前刑警。 久能入院檢查的那天晚上，他在旁邊的床上對久能說話。他將「沉思錄」這本書送給了久能。
霜鳥信次（演：相島一之）
牛田當刑警時的搭檔。他在追查羽喰玄斗事件時受了重傷，辭去了刑警的工作，加入了妻子家族經營的保安公司。
Episode 7 暖活抑或溫熱
梅津真波（演：阿南敦子）
位於久能入院接受檢查的大鄰綜合醫院花園一角的溫室管理員，還管理溫室附屬的足浴場。事件過後，久能和徠卡經常在足浴場聊天，之後劇情發生在此場景時梅津經常出場。
宗像冴子（演：富田惠子）
大鄰綜合醫院住院的病人。已去世，生前與梅津是好朋友。
Episode 8 火焰天使
井原香音人（演：早乙女太一）
父母因為父親的外遇而離婚。母親溺愛香音人的同時也虐待他。10歲時，母親在家中失火身亡，他被父親收養，但被安排獨自住在K鎮倉庫區的一所房子裡。他認為火讓他從母親手中逃出，獲得了自由。14歲時犯下縱火罪，17歲時被捕，在醫療少年院待了兩年後被釋放。到第五卷時，距離他出獄已經過了一年。總是抱著一隻名叫西西的寵物貓。
下戸陸太（演：岡山天音）
因為姓氏「下戶」音似青蛙叫聲，長相也有點像青蛙，自小就被叫成「青蛙」，他很仰慕香音人，總是戴著香音人送給他的珍珠耳環，耳環上有一個似乎代表巨蟹座的標記。優秀的哥哥死後一直被母親虐待，父親也離家出走。大約七年前，當他11歲的時候，他家被搶劫，父母被綁起來並縱火焚燒，罪魁禍首尚未被抓獲。自從家裡失火後，看到紅色就開始感到身體某處疼痛。他身材矮小，但力量強大。
鷲見翼（演：今井悠貴）
五年前縱火案中倖存的孩子。目前是一名高中生。都市傳說網站管理員。因受到父母的虐待而召喚了炎之天使，但父母死後他的生活未有如理想中變好。
Episode 9 算不上約會的遠行
浦部澤邦夫（演：堀部圭亮）
被通緝的強盜殺人犯。闖進烤肉店後，脅持了店主夫婦，並假裝自己是店主。
沙也加（演：志田未來）
烤肉店店主的女兒，也是店裡的店員，父母被脅持，聽到久能和徠卡用密碼交談後，便嘗試以密碼向兩人求救。
Episode 2.5：橫濱連續殺人事件
辻浩増／羽喰十斗（演：北村匠海）
橫濱的寄木細工博物館館長。男性，身高153cm。他戴著一枚射手座青金石戒指。喜愛寄木細工的愛珠來到博物館後，被他介紹給了心理醫生鳴子巽。
月岡桂（演：森岡龍）
寄木細工藝術家。工坊位於箱根高級別墅區入口處。當愛珠還活著時，他會教她寄木細工，兩人彼此相愛。
備前島操（演：船越英一郎）
橫濱港中央警察署署長。在其他警察局都頗有名氣的名刑警。出生於高知縣桂濱市。
貓田十朱（演：松本若菜）
橫濱港中央警察署的王牌女刑警。由於在地域課工作過很長時間，經常到區內巡視，對當地情況瞭如指掌。儘管她尊重備前島，但與他對女性在警察部隊中的角色有著不同意見。
川邊
橫濱港中央警察署的刑警。新人，自稱是等待指示的一代。
辻十岐子（演：奧田惠梨華）
雖然被認為是羽喰玄斗的第17個受害者，但也有人認為她的案件並不是羽喰犯下的，原因是沒有像羽喰之前犯的案件一般發現凶器。事實上是羽喰玄斗的妻子、辻浩増（羽喰十斗）的母親。在橫濱的連續殺人案中，受害者的傷口上發現了她的血跡。
加藤（演：水野智則）
橫濱的流浪漢。與我路關係密切的線人。
五十嵐留美（演：夏子）
在一家黑賭場裡兼職。本案第四個受害者。橫濱一所大學的學生。屍體發現現場留下了「羽喰十斗」的簽名。
Episode10：暴風雪中的常春藤之家
橘高勝（演：佐佐木藏之介）
天達和蔦在高中時期的好友。在政府辦公室工作。未婚，因為住在一起的父母患有晚期癡呆症，於是考慮離職照顧他們。
蔦薫平（演：池內萬作）
天達和橘高在高中時期的好友。 40歲，未婚。作家、演員。靠著父母的遺產過著安逸舒適的生活。舉辦神秘派對的山莊的主人。
迪拉、潘恩（演：田口浩正、澀谷謙人）
蔦在網路認識的朋友，並被邀請參加神秘派對。潘恩未婚、迪拉有三個兒子。
Episode11：滿天星空下的伶牙俐齒
黑松修一郎
大鄰綜合醫院附近的大鄰美術館前館長。已經退休，偶爾會去博物館撣掉相框上的灰塵。
Episode12：口耳相傳之事
水間由珠
談論關於痴漢冤罪的事。
Episode13：互換身分的雙胞胎
鳩村有紀子／鳩村實都子
小學生，鳩村家的雙胞胎女兒。故事的前一年，他的母親一葉在私人飛機事故中喪生。
Episode14：兒童綁架事件
赤間友香
青砥刑警的女兒。父母離婚後跟著母親，但會定期與父親見面。 12歲。是蘇我實在游泳學校的學生。
赤間敦子
青砥的前妻，離婚後負責照顧友香。檢察官。
井口龍樹
小學二年級。對雞蛋過敏。他和赤間友香上同一所游泳學校，但在不同的班級。
井口虎雄／支點長
龍樹的父親，單親父親。曾經名叫田中靜雄。他在 Bird Express 工作。長相是一個方臉的男人。他是鍵山事件的真正犯人，犯案原因是因為小時候長相漂亮的友人被「選中」（實際上是拐走），認為沒有被選中的人很可憐，所以會對沒有被選中的孩子下手，替他們解脫。人生主題是“保持平衡”，他戴著一個帶有虎眼石和天秤座符號的吊墜。。
田中美代子
在鍵山事件的前一年，因為女兒被小諸偷拍而大發雷霆，讓警方後來懷疑小諸犯下了鍵山事件。當時與井口虎雄是婚姻關係，但由於害怕小諸報復，她與他離婚並帶著女兒遠走高飛。
小諸櫻
10歳。小諸武史的女兒。
小諸武史
鍵山事件的嫌疑犯。事發時正在犯罪現場附近的一所房屋進行屋頂維修工作。美代子責備他拍了她女兒的照片，他則辯稱只是因為她長得像他女兒，警方懷疑他與鍵山事件有關。儘管他在警方的脅迫下認罪，但在審判中還是被無罪釋放。
久我山颯介
久我山實知的兒子。
鹽川芳子、鹽川勇
小諸的鄰居。在鍵山事件中，丈夫作證說“事發當天看到小諸和受害者一起”，事實上，只有妻子看到了，而且她其實也不能確定自己確實看到。
鹽川美琴
鹽川夫婦的女兒。
近江雪
鍵山事件的被害人。
南出岳
多摩川少年失踪事件的受害者。一年級男孩。他在鍵山事件第二名受害者之後失蹤。由於他不是女孩，且所在地點距離鍵山事件的其他事發位置較遠，因此被認為與鍵山事件無關。在第 14 集「今月」中，他的骸骨在神奈川縣西部山體滑坡中被發現，是多具骸骨中最新的一具。
蘇我實
龍樹和友香就讀的游泳學校的教練。也被稱為海豚老師。他暗裡從事向海外販賣兒童的生意。井口虎雄兒時被拐走的漂亮朋友也是其受害者。他是天秤座，戴著天秤座符號的吊墜 。
Episode15：層層相疊的遺落時光
坂卷洋子（演：篠原涼子）
奇怪打工的主持人
Episode16：善有善報
Episode17：富山殺人事件
加納悦子
風呂光的外祖母，曾是小學教師，是一個非常精明的老太太。
流正宗
冰見東警察署的刑警。年輕時在一次案件中結識了風呂光。也是悅子教過的學生。
水島妙子
悅子以前的學生。從橋上掉下來死了。
酒井善行
當地名人。悅子的兒時好友和競爭對手。曾在流年輕時照顧過他。
望月湊
雜誌「旅めし（あっと！たびめし）」的撰稿人。
蕪木真夏
雜誌「旅遊美食（あっと！たびめし）」的撰稿人。湊的搭檔兼攝影師。

## 創作過程
單行本第2冊至第4冊中，廣島腔的翻譯由作者的好友、當地出身的聲優佐佐木望提供協助。

## 出版書籍
| 卷數 | 小學館         | 小學館                                                 | 青文出版社     | 青文出版社             | 天闻角川      | 天闻角川               |
| 卷數 | 發售日期       | ISBN                                                   | 發售日期       | ISBN                   | 發售日期      | ISBN                   |
| ---- | -------------- | ------------------------------------------------------ | -------------- | ---------------------- | ------------- | ---------------------- |
| 1    | 2018年1月10日  | ISBN 978-4-09-870029-5                                 | 2020年4月1日   | ISBN 978-986-512-290-4 | 2022年3月20日 | ISBN 978-7-5356-9740-0 |
| 2    | 2018年5月10日  | ISBN 978-4-09-870120-9                                 | 2021年3月15日  | ISBN 978-986-512-930-9 | 2022年3月20日 | ISBN 978-7-5356-9740-0 |
| 3    | 2018年10月10日 | ISBN 978-4-09-870204-6                                 | 2021年6月7日   | ISBN 978-986-549-881-8 | 2022年6月20日 | ISBN 978-7-5356-9789-9 |
| 4    | 2019年2月8日   | ISBN 978-4-09-870406-4                                 | 2021年7月5日   | ISBN 978-626-303-216-3 | 2022年6月20日 | ISBN 978-7-5356-9789-9 |
| 5    | 2019年9月10日  | ISBN 978-4-09-870542-9                                 | 2021年8月25日  | ISBN 978-626-303-515-7 | 2022年9月1日  | ISBN 978-7-5356-9878-0 |
| 6    | 2020年2月10日  | ISBN 978-4-09-870861-1                                 | 2021年10月6日  | ISBN 978-626-303-595-9 | 2022年9月1日  | ISBN 978-7-5356-9878-0 |
| 7    | 2020年9月10日  | ISBN 978-4-09-871103-1                                 | 2022年2月21日  | ISBN 978-626-303-841-7 | 2022年12月1日 | ISBN 978-7-5356-9945-9 |
| 8    | 2021年3月10日  | ISBN 978-4-09-871277-9                                 | 2022年5月11日  | ISBN 978-626-322-349-3 | 2022年12月1日 | ISBN 978-7-5356-9945-9 |
| 9    | 2021年7月9日   | ISBN 978-4-09-871400-1                                 | 2022年7月18日  | ISBN 978-626-322654-8  |               |                        |
| 10   | 2021年12月10日 | ISBN 978-4-09-871497-1 ISBN 978-4-09-943097-9 (限定版) | 2022年8月10日  | ISBN 978-626-322-784-2 |               |                        |
| 11   | 2022年6月10日  | ISBN 978-4-09-871690-6                                 | 2023年2月8日   | ISBN 978-626-340528-8  |               |                        |
| 12   | 2023年1月10日  | ISBN 978-4-09-871884-9                                 | 2023年11月16日 | ISBN 978-626-362553-2  |               |                        |
| 13   | 2023年9月8日   | ISBN 978-4-09-872214-3                                 | 2024年5月25日  | ISBN 978-626-383552-8  |               |                        |
| 14   | 2024年6月10日  | ISBN 978-4-09-872672-1                                 |                |                        |               |                        |
| 15   | 2025年3月10日  | ISBN 978-4-09-872897-8                                 |                |                        |               |                        |

## 評價與銷量
角川出版的雜誌《DA VINCI》曾於2018年8月號刊中作為白金級別書籍介紹過本作，編輯長關口靖彥將其描述為「一部顛覆讀者所見世界的推理作品。」至2021年7月第9集發售時，本作於日本地區發行量已突破900萬本，於電視劇播出後，2022年3月第1至10集發行量突破1500萬本。截至2022年11月，本作發行量已突破1700萬冊。

## 獲獎
- 2019年《這本漫畫真厲害！》2019女性篇第2名[48]
- 2019漫畫大賞第2名[49]
- 2021年度「Magademy Award（マガデミー賞）」 主演男優賞[50]。
- 2022年小學館漫畫賞一般部門獎項[51]
- 2022年日劇學院賞第111回主演男優賞 《勿說是推理》— 菅田將暉（久能整）

## 電視劇、電影
- 2022年改編真人版電視劇
- 2023年改編真人版電影

## 外部連結
- 漫畫官方網站（日語）